# Pavlo Skoropadskyj
Pavel Petrovytj Skoropadskyj (ukrainska: Павло Петрович Скоропадський; ryska: Павел Петрович Скоропадский), född 3 maj 1873 i Wiesbaden i Tyskland, död 3 maj 1945 i Klostret Metten, Bayern, Tyskland, var en ukrainsk-rysk militär och politiker. Han var den ende hetmanen av Staten Ukraina (Українська Держава – Ukrajinska Derzjava), som endast existerade 1918.